# Cerea

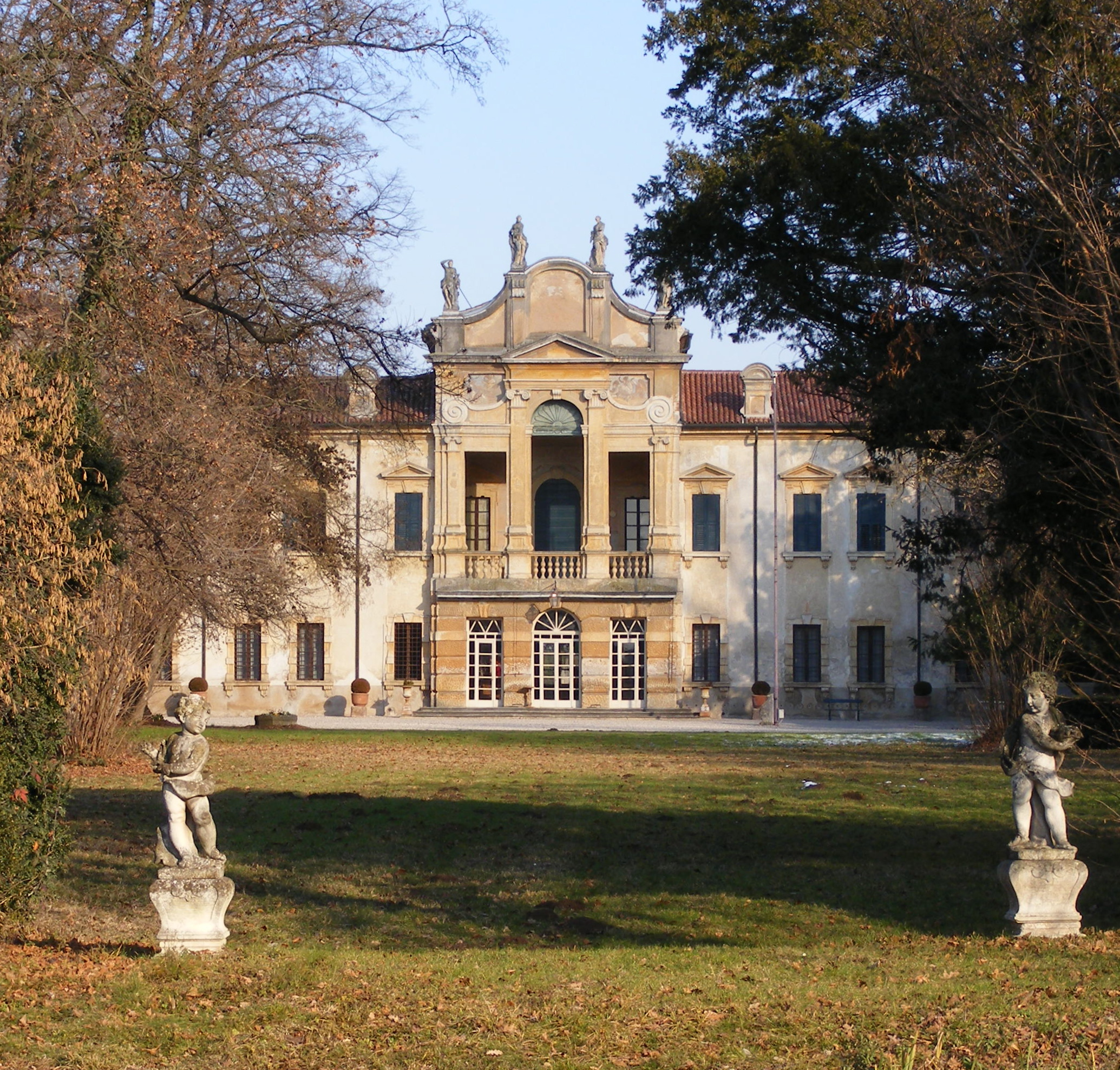
Villa Dionisi in Cerea

Cerea ist eine norditalienische Gemeinde (comune) mit 16.897 Einwohnern (Stand 31. Dezember 2023) in der Provinz Verona in Venetien. Die Gemeinde liegt etwa 33 Kilometer südöstlich von Verona in der veronesischen Tiefebene. Cerea grenzt an die Provinzen Mantua und Rovigo. 

## Geschichte
Ab dem Beginn des 10. Jahrhunderts war Cerea eine Festung. 1223/1224 wurde Cerea im Krieg zwischen Mantua und Venedig geplündert. Seit dem 19. Jahrhundert ist Cerea bekannt für seine Möbelindustrie bzw. -manufakturen.

## Verkehr
Cerea liegt an der Bahnstrecke von Verona nach Rovigo und von Mantua nach Monselice. Die Strada Statale 10 (als Strada Regionale 10 Padana Inferiore) von Mailand über Mantua und Legnano nach Monselice durchquert das Gemeindegebiet.

## Persönlichkeiten
- Antonio Maria Lorgna (1735–1796), Mathematiker und Ingenieur